# 장백정간
장백정간(長白正幹)은 한반도 13정맥의 하나로 백두대간에서 갈라져 북쪽으로 함경북도의 지형을 두만강 유역과 동해안 유역으로 갈라놓은 산줄기의 옛 이름이다.

## 주요 산
장백정간을 이루는 산은 『산경표(山經表)』에서 장백산(長白山)·마유산(馬踰山)·거문령(巨門嶺)·계탕령(契湯嶺)·차유령(車踰嶺)·이현(梨峴)·무산령(茂山嶺)·가응석령(加應石嶺)·엄명산(嚴明山)·녹야현(鹿野峴)·갈파령(葛坡嶺)·송진산(松眞山)·백악산(白岳山)·조산(造山)·서수라곶산(西水羅串山) 등으로 기록되어 있다.
현대 지도에서의 지명으로 찾아보면 백두산에서 시작된 백두대간이 두류산(頭流山, 2,309m)에서 멈추어 압록강과 두만강 유역을 동서로 가르고 두류산의 북쪽 산허리에서 두만강의 남쪽 분수령을 이루며 동북쪽으로 이어진다.
산맥을 따라 괘상봉(掛上峰, 2,136m)·궤상봉(櫃上峰, 2,541m)·관모봉(冠帽峰, 2,541m)·고성산(高城山, 1,756m)·차유령·차유봉(車踰峰, 1,559m)까지 북상하다가 무산령에 이르러 서서히 남쪽 해안으로 다가가 슬봉(1,048m)·백사봉(白沙峰, 1,138m)·송진산(松眞山, 1,164m)으로 이어지고 조산(造山)·서수라(西水羅)해안까지 연결되어 있다.

## 비교
『산경표』에 기록되어 있는 산이름은 다음과 같다.
- 장백산(長白山)
- 마유산(馬踰山)
- 거문령(巨門嶺)
- 계탕령(契湯嶺)
- 차유령(車踰嶺)
- 이현(梨峴)
- 무산령(茂山嶺)
- 가응석령(加應石嶺)
- 엄명산(嚴明山)
- 녹야현(鹿野峴)
- 갈파령(葛坡嶺)
- 송진산(松眞山)
- 백악산(白岳山)
- 조산(造山)
- 서수라곶산(西水羅串山)

## 같이 보기
- 산경표
- 함경산맥